# 静脈血栓塞栓症
静脈血栓塞栓症（じょうみゃくけっせんそくせんしょう, Venous thrombosis; VTE）とは、肺血栓塞栓症 (英語: Pulmonary embolism; PE) と深部静脈血栓症 (英語: Deep vein thrombosis; DVT) を併せた疾患概念である。
DVTは、下肢や上腕その他の静脈（大腿静脈など）において血栓（凝固した血のかたまり）が生じ、静脈での狭窄・閉塞・炎症が生ずる疾患。しばし無症状性であることが多い。
飛行機内などで、長時間同じ姿勢を取り続けて発症することがよく知られており、エコノミークラス症候群と呼ばれることもあるが、この呼称はエコノミークラス利用者に限定し発生する疾患との誤解を与える事から、欧米での呼称を訳した呼称の旅行者血栓症も提言されているが、バスなどでの発生はまれだとしてロングフライト血栓症も用いられている。
VTEは入院患者の主な死因の一つである。脂肪、腫瘍、羊水、空気、造影剤、寄生虫、異物など血栓以外が原因となる事もあるが、多くの場合、血栓の全部または一部が、血流に乗って下大静脈・右心房・右心室を経由し、肺へ流れつき、肺動脈が詰まると肺塞栓症となる。肺動脈が詰まるとその先の肺胞には血液が流れず、ガス交換ができなくなる。その結果、換気血流不均衡が生じ動脈血中の酸素分圧が急激に低下、呼吸困難と脈拍数の上昇が起きる。典型的な症状は息苦しさや息を吸うときの鋭い痛みで、失神、ショックが起きる事もあり、時に死亡する。

## 分類

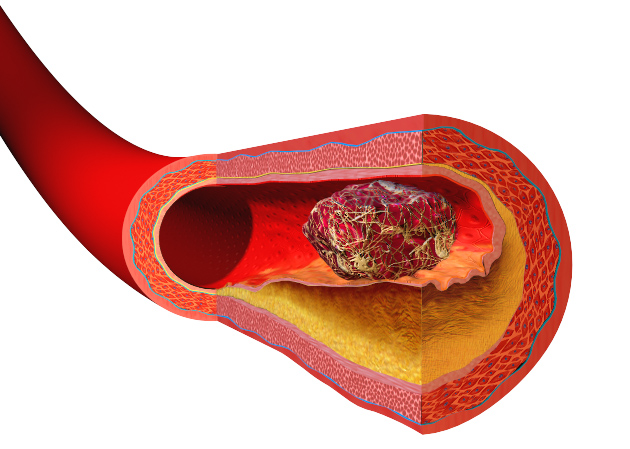
血栓

肺血栓塞栓症（はいけっせんそくせんしょう）
死亡の危険性が高い疾患である。塞栓を生じた血栓が大きい場合は即死をきたすことがあり、原因も不明な場合が多い。欧米では循環器疾患による死亡原因として3番目に多い。肺組織が壊死に陥ること（肺梗塞、Pulmonary Infarction：PI）が10%–15%に認められる。肺梗塞は比較的末梢の肺動脈閉塞や、基礎疾患として心疾患や呼吸器疾患を有している場合に生じやすい。一方、高血圧、糖尿病、高脂血症（脂質異常症）などの生活習慣病や喫煙、飲酒習慣との関連性は不明である。
肺動脈血栓塞栓症の原因となる血栓は深部静脈血栓が最も多くヒラメ筋静脈血栓がしばしばみられる。
深部静脈血栓症（しんぶじょうみゃくけっせんしょう、DVT）
深部静脈（大腿静脈・膝窩静脈など、体の深部にある静脈）に血栓ができる病気。肺血栓塞栓症の主な原因である。肝静脈に血栓ができると門脈圧亢進症（バッド・キアリ症候群）を起こす。

## 症状
しばしば無症状性である。
- 深部に血栓ができた場合は下肢の腫れ (47%)、下肢痛 (26%)、下肢の色調変化 (7%) で血栓より遠位の浮腫などといった症状がでるが無症状のこともある。特に下肢静脈血栓は左に起きやすい。これは左の総腸骨静脈と右の総腸骨動脈が交差しているため、後者によって前者が圧迫されやすいためである[10]。
- 体の深部静脈に血栓ができた場合はその静脈と周囲の皮膚に炎症を起こし、血栓性静脈炎を引き起こすことがある。
- 血栓が飛んで肺塞栓を引き起こすと呼吸困難 (73%)、胸痛 (42%)、冷や汗 (24%)、失神 (22%)、動悸 (21%)、せき（咳）(11%)、血痰 (5%) 等の症状が起きる。また、静脈怒脹、血圧低下、意識消失なども生じ、急激かつ広範囲に肺塞栓を生じた場合は心肺停止となり、突然死する。

## 原因
静脈血の鬱滞（）や血液凝固の亢進が最大の原因となる。血流鬱滞（血液の流れが滞ること）の原因としては長時間同じ姿勢で居続けることや鬱血（）性心不全、下肢静脈瘤の存在が挙げられる。血液凝固の亢進（血が固まりやすくなること）は様々な病態において生じるが、例えば脱水、がん、手術後の長時間臥床、拘束衣による身体拘束、エストロゲン製剤の使用などが挙げられる。先天性素因としてはプロテインC欠損症、プロテインS欠損症、アンチトロンビンIII欠損症などがある。
後天的な血栓性素因としては、ループス・エリテマトーデスを含む抗リン脂質抗体症候群、ベーチェット病などを含む血管炎症候群などが原因となる。
欧米では、凝固系第V因子の変異 (factor V Leiden) が見かけられるが、日本では見つかっていない。
特に湿度が20%以下になって乾燥している飛行機、とりわけ座席の狭いエコノミークラスで発病する確率が高いと思われているため、エコノミークラス症候群と呼ばれるが、ファーストクラスやビジネスクラス、さらに列車やバスなどでも発生の可能性はある。タクシー運転手や長距離トラック運転手の発症も報告されている。長時間同じ体勢でいることが原因である。

### 有名な発生事例
2002年に、サッカー日本代表選手の高原直泰が旅客機での移動中に発病。エコノミークラスより座席の広いビジネスクラスを利用して発病したため、「エコノミークラス以外なら安全」というわけではない。結果として、有力視されていた日韓ワールドカップの代表入りが見送られた。なお、高原選手の2006年のワールドカップドイツ大会の代表選出に関連して、ドイツへの移動に際しては高原選手のみは日本サッカー協会からファーストクラスがあてがわれた（ジーコ監督以下他のスタッフはビジネスクラスを利用）。
2015年、NBAプレイヤーのクリス・ボッシュがNBAオールスターゲーム終了後に診断された。治療のためシーズンを全休し、復帰したものの、2015-2016シーズンに再発し、NBA引退を表明している。
自動車での車中泊でも発生する。2004年新潟県中越地震で車中泊で避難生活を送る人たちの中に、エコノミークラス症候群による死亡者が多数報告され、災害関連死のほうが直接の死者よりも多い事態になったことから注目された。2011年東北地方太平洋沖地震、2016年熊本地震などでも多数発生している。

## 予防
静脈血栓塞栓症は突然死をきたす重篤な疾患である。そのため発症する前に予防することが非常に重要である。一般的に推奨されている予防法を示す。
- 長時間にわたって同じ姿勢を取らない。時々下肢を動かす。飛行機内では、着席中に足を少しでも動かしたりすることなどが推奨されている[17]。ただし、乱気流により負傷する事故もあることから、飛行中にむやみに席を立って歩いたりすることは忌避される。航空会社によっては、座席でできる簡便な下肢の運動法を記したパンフレットが各座席に備え付けられている場合もある。
- 麻痺や療養のため長期臥床を余儀なくされる場合、長時間の手術を行う場合は弾性ストッキングや空気式圧迫装置を用いて血液の鬱滞を防ぐ必要がある。特に弾性ストッキングはリスクのある例全てに行なわれるべきである[18]。長期臥床への利用は、外科手術後は抑制・予防効果が認められるが、脳卒中後の深部静脈血栓症には効果がないと報告されている[19][20]。
- 脱水を起こさないよう、適量の水分を取る[21]。飛行機内では客室乗務員を呼び出して、適宜水を持ってきてもらう[22]。ビールなどのアルコール飲料や緑茶・紅茶・コーヒーなどカフェインを含む飲み物は利尿作用があり、かえって脱水を引き起こす恐れがあるため、水分補給には適していない。
- アスピリンやその他抗血小板薬は、VTEの予防として十分ではない[21]。
- ハイリスク患者、たとえば下肢静脈に血栓が存在する場合には、肺に血栓が飛ぶのを防ぐために下大静脈フィルターの留置が検討される[21]。
- 災害時の避難所においては、畳かマットを敷いた雑魚寝よりも簡易ベッドを用いると、深部静脈血栓陽性率の低下が可能である[23][24]。

日本では、2004年（平成16年）に肺血栓塞栓予防管理料が診療報酬に収載された。日本では初めての「予防」の保険適応である。
日本旅行医学会は、『マスメディア一部の報道の中には、具体的な予防策はほとんど報道されず、間違った情報も含まれている』と指摘している。

## 検査
- 肺血流シンチグラム：ラジオアイソトープを用いて肺血流の分布を調べる検査。肺塞栓症の診断に最も適しているとされていたが、近年は造影CTにその座を譲りつつある。
- 肺動脈造影：血管内に造影剤を注入して肺動脈を描出する検査。高い診断能を持つが、技術と経験が必要である。
- 造影CT：静脈内に造影剤を急速注入し、肺動脈に到達するタイミングに合わせてCTを撮る検査。比較的簡便で診断能も高い。
- 動脈血液ガス分析：動脈から血液を採取し、酸素や二酸化炭素の量を調べる検査。呼吸機能を評価する検査としてスクリーニングに用いられる。
- 線溶系：血液を採取しD-ダイマー、TAT、FDPなどを測定する検査。D-ダイマー（D-dimer）とは血栓が溶解する過程で生じる分解産物であり、血栓症の二次線溶において上昇する。
- 心電図：肺塞栓症では肺血管抵抗の上昇により右心負荷がかかるため、心電図異常を呈する。
- 経食道エコー、心エコー：超音波で血栓の存在や右心負荷の程度を確認する。経食道エコーは食道内から超音波を当てる検査（見た目は胃カメラに似ている）で心臓や肺血管の観察により適している。
- 下肢静脈エコー: 下肢の静脈血栓症が疑わる場合、下肢静脈エコーで(特にヒラメ筋静脈が多い)血栓の有無を確認する。(感度95%, 特異度98%)[26]
- 凝固因子：日本人ではFactor V Leiden（ライデンで見つかったためこのように呼ばれる異常第5因子）はみられないため（現時点では未報告）、V因子活性は測定する意義は薄い。むしろ日本人ではプロテインC/プロテインSについて活性異常を念頭に置かなけらばならない。コーカソイドのみに第V因子活性異常は報告されており、日本在留のコーカソイドの発症の際には留意が必要と考えられる。

### 鑑別疾患
- 胸痛：心筋梗塞、大動脈解離、気胸、肋骨骨折
- 呼吸困難：喘息、鬱血性心不全、肺炎、胸膜炎
- 頸静脈怒張や血圧低下：心タンポナーデ、肺高血圧症、縦隔内占拠性病変（悪性腫瘍など）

## 診断
まず臨床症状から本症を疑うことが重要である。同様の症状では虚血性心疾患を疑うのが通常であるが、常に本症を念頭に置く必要がある。
確定診断には画像検査が用いられる。画像検査で肺血流の不自然な欠損や血栓の存在が証明できれば診断は確定する。従来は肺血流シンチグラムがgold standardとされてきたが1990年代の後半に造影CTの優位性を証明した論文が発表され、流れが変わった。2003年に発表されたBritish Thoracic Societyのガイドラインでは診断にD-ダイマー測定と造影CTを用いることが推奨されている。
急性肺血栓塞栓症では一刻も早い治療が必要であり、速やかに診断をつけなければならない。日本では欧米に比べCTの普及率が高いため、造影CTによる診断は現実的で有用であると思われる。しかしながら2005年現在でも実地医療における診断法は未だ確立されているとは言い難い。一方、欧米では深部静脈血栓症/肺血栓塞栓症の除外診断法がガイドライン化されておりD-ダイマー測定によるスクリーニングが簡便性、コスト、患者負担という側面で普及している（その後確定診断としてCTなどの画像診断が用いられる）。

## 治療
血栓の除去と循環動態の改善を目的とした治療が行われる。

### 抗凝固療法
薬物を用いて血液を固まりにくくする治療法。ヘパリン（注射）、ワルファリン（内服）などの抗凝固薬が用いられる。血栓の増大や再発を防ぎ、生命予後を改善する。禁忌例（出血が命に関わる場合）を除きほぼ全例に行われる。ヘパリンは可能であれば低分子量ヘパリンを用いるべきである。低分子量ヘパリンは長期投与に堪え、腫瘍患者にも投与が可能である。
副作用として出血、血小板減少症（ヘパリン）などがある。血栓を急速に溶かす効果はないため、重篤な肺血栓塞栓症には他の治療法が併用される。

### 血栓溶解療法
薬物を用いて血栓を溶かす治療法。ウロキナーゼ、組織プラスミノーゲン活性化因子（tPA）などの血栓溶解剤が用いられる。血栓を早期に溶解させ、循環動態を改善させる。速やかな改善効果が得られる反面、重篤な出血を引き起こす危険性もあるため投与は重症例に限られるのが一般的である。特に妊婦には慎重な投与が求められる。なお、モンテプラーゼ（遺伝子組換えt-PA）について2005年7月25日より不安定な血行動態を伴う急性肺塞栓症に限り健康保険適用が認可された。

### 血管内治療法 (IVR)
血管内治療法とは、血管内カテーテルを用いて薬剤を注入したり血栓を除去する治療法。血栓溶解療法が不可能な場合（命に関わる出血が予想される場合）や、大量の血栓を早急に除去する必要がある場合に行われる。高度な技術を必要とするため、実施可能施設が限られる。以下のような治療が行われている。
- カテーテルから塞栓部に直接血栓溶解剤を注入し、血栓を溶かす。
- カテーテルやワイヤーで血栓を細かく粉砕する。
- カテーテルで血栓を吸引し除去する。

### 手術療法
手術で血栓を除去する方法。急激かつ広範囲の肺塞栓により生命の危機に瀕している場合は、救命のため一刻の予断なく緊急手術となる。また薬物療法が効かず病状が悪化する場合も手術が検討される。

## 予後
死亡率は10%ないし30%と報告されている。死亡例の多くが発症直後の突然死である。治療が奏効すれば生命予後は良好であるが症状消失後も再発のおそれがあり、抗凝固療法を続ける必要がある（特に抗リン脂質抗体症候群では終生に及ぶ）。再発した場合はさらに死亡率が高く寝たきり、入院、高齢、閉塞性肺疾患、悪性疾患等がその危険因子となる。

## 疫学
日本での年間症例数は約4,000例（2000年）と推計され、増加傾向である。英国では年間25,000人の入院患者が、予防可能であった静脈血栓塞栓症で死亡している。

### リスクファクター
旅行中に発生する報告事例では、日本人などの黄色人種は黒人や白人に比べると少ないが、整形外科手術後に発症する報告事例では人種間の頻度に差はない。高齢者に発症しやすい。また、男女差では女性の方が発生しやすい。肥満は発症リスクを上昇させる。
- 環境要因

脱水、感染、旅行・長期臥床・手術などによる血流鬱滞など。
- 先天的要因

プロテインC、プロテインS、アンチトロンビンなどの線溶系因子の先天的低下、欠損などがみられる。日本人では凝固第V因子の異常である Factor V Leidenは見つかっていない。
遺伝性疾患のサラセミアでは、VTEの経験率が高くなる傾向がある。
ABO式血液型のうち、O型のみ血液凝固に必要なフォン・ウィルブランド因子の濃度が他の型より25%ほど低いため、他の型よりわずかに血液が凝固しにくく血栓が起きにくい性質を持つ。逆に言うとO型を基準とすると他の型（A型、B型、AB型）はエコノミークラス症候群発生率が50%ほど多くなるというデータがある。
- 後天的要因

ループスエリテマトーデス、抗リン脂質抗体症候群、血管炎症候群などの膠原病・自己免疫疾患など。